# РК Железничар Београд
Рукометни клуб Железничар је београдски клуб са општине Савски венац, део Спортског друштва Железничар, које је основано 1945. године. Тренутно се такмичи у Првој српској лиги „Београд“, у четвртом рангу такмичења. У конкуренцији 12 клубова заузео је шесто место у сезони 2007/08.